# Cantón de Saint-Fons
El cantón de Saint-Fons (en francés canton de Saint-Fons) era una división administrativa francesa, que estaba situada en el departamento de Ródano, de la región de Ródano-Alpes.

## Composición
El cantón estaba formado por cuatro comunas:
- Corbas
- Feyzin
- Saint-Fons
- Solaize

## Supresión del cantón
En aplicación del artículo L3611-1 del código general de las colectividades territoriales francesas, el cantón de Saint-Fons fue suprimido el 1 de enero de 2015 y sus comunas pasaron a formar parte de la Metrópoli de Lyon.